# (32776) Nriag
(32776) Nriag est un astéroïde de la ceinture principale.

## Description
(32776) Nriag est un astéroïde de la ceinture principale. Il fut découvert le 29 mai 1987 à l'observatoire Palomar par Carolyn S. Shoemaker et Eugene M. Shoemaker. Il présente une orbite caractérisée par un demi-grand axe de 2,61 UA, une excentricité de 0,17 et une inclinaison de 15,0° par rapport à l'écliptique.

## Compléments